# Araneus bandelieri
Araneus bandelieri este o specie de păianjeni din genul Araneus, familia Araneidae. A fost descrisă pentru prima dată de Simon, 1891. Conform Catalogue of Life specia Araneus bandelieri nu are subspecii cunoscute.